# AL 200-1
AL 200-1 è il numero di repertorio che identifica il fossile di Australopithecus afarensis ritrovato nel 1974 a Hadar in Etiopia da D. Johanson e M. Taieb. L'età del reperto è stata stimata tra 3,2 e 3 milioni di anni.

## Descrizione
AL 200-1, ritrovato diviso a metà, consiste di un palato con una dentatura quasi completa. Aveva grandi incisivi a spatola, apprezzabili particolarmente nella visione frontale, con un arco dentale a forma di "U". La presenza del diastema, lo spazio tra gli incisivi e i canini, è più simile alla dentatura delle scimmie antropomorfe che a quella degli esseri umani.